# Innozenz Anton Warathy

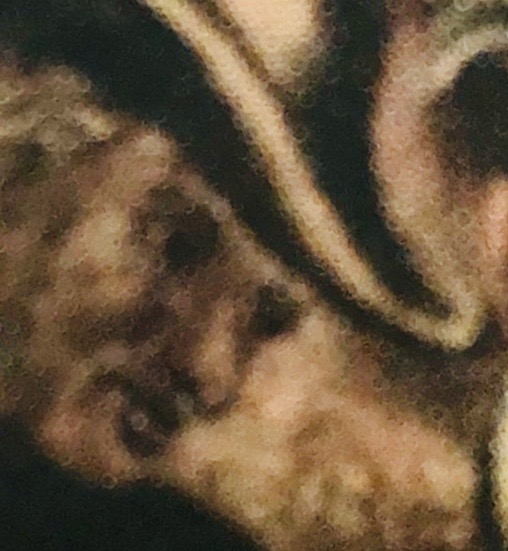
Mutmaßliches Selbstporträt Warathys im Deckenfresko der Schutzengelkirche in Burghausen von 1731

Innozenz Anton Warathy (erscheint auch als Warathi, Waräthy, Waräthi, Barath, Barati und weiterer Schreibweisen) (* 21. November 1694 in Trens bei Sterzing; † 8. Dezember 1758 in Burghausen) war ein in Burghausen ansässiger Maler des Barock sowie von 1725 bis zu seinem Tode Mitglied des Stadtrats.

## Biographie
Das Matrikelbuch der Pfarrei Stilfes, zu der Warathys Geburtsort Trens gehörte, nennt als seinen Tauftag den 24. November 1694. Da Kinder in dieser Zeit bereits unmittelbar nach ihrer Geburt getauft wurden, dürfte dies auch der Geburtstag Warathys sein. Das Handwerk des Malers lernte Warathy bei seinem Vater Elias, welcher vornehmlich als Fassmaler tätig war. Erwogen wurde, dass Warathy für einige Zeit zur Werkstatt von Wolfgang Andreas Heindl gehörte, da beide gleichzeitig um 1720 für das bayerische Kloster Metten tätig waren. Die Fresken der Mettener Klosterbibliothek sind nach heutigem Kenntnisstand Warathys erstes eigenständiges Werk. Nach der Tätigkeit in Metten ging Warathy nach Burghausen, wo er sich nach dem Tod des Burghauser Malers Franz Josef Kamerloher um eine der beiden Malergerechtigkeiten bewarb. Er legte ein Probegemälde vor, welches nach Beurteilung des Stadtrats „pahsabl…, obs schon nit fehlerfrey gewesen“ sein soll. Er erhielt das Bürgerrecht und heiratete am 24. Oktober 1724 die Tochter des Probsteiverwalters in Mattighofen Maria Cäcilia Mähninger. Mit ihr hatte er vier Töchter und einen Sohn. Zwei Jahre später erwarb er das Haus in den Grüben 153. Ab 1736 war er Mitglied im äußeren, ein Jahr später im inneren Rat der Stadt. Später wurde er Stadthauptmann. Nach dem Tod seiner Frau 1751 heiratet Warathy im gleichen Jahr seine zweite Frau Maria Franziska. Kurz vor seinem Tod versuchte er noch vergeblich, die Vergabe der zweiten Burghauser Malergerechtigkeit an Johann Nepomuk della Croce zu Gunsten seines späteren Schwiegersohns Johann Martin Seltenhorn zu verhindern. Warathy starb am 8. Dezember 1758. Seltenhorn trat daraufhin seine Nachfolge an.
Typisch für Warathys Werke sind laut Peter Becker „markante, ausgeprägte Gesichter, oft mit kräftigen Nasen, schön, aber nicht im Sinne von hübsch, manche mit überzeichneten, nachgerade karikaturhaften Physiognomien.“

## Werke

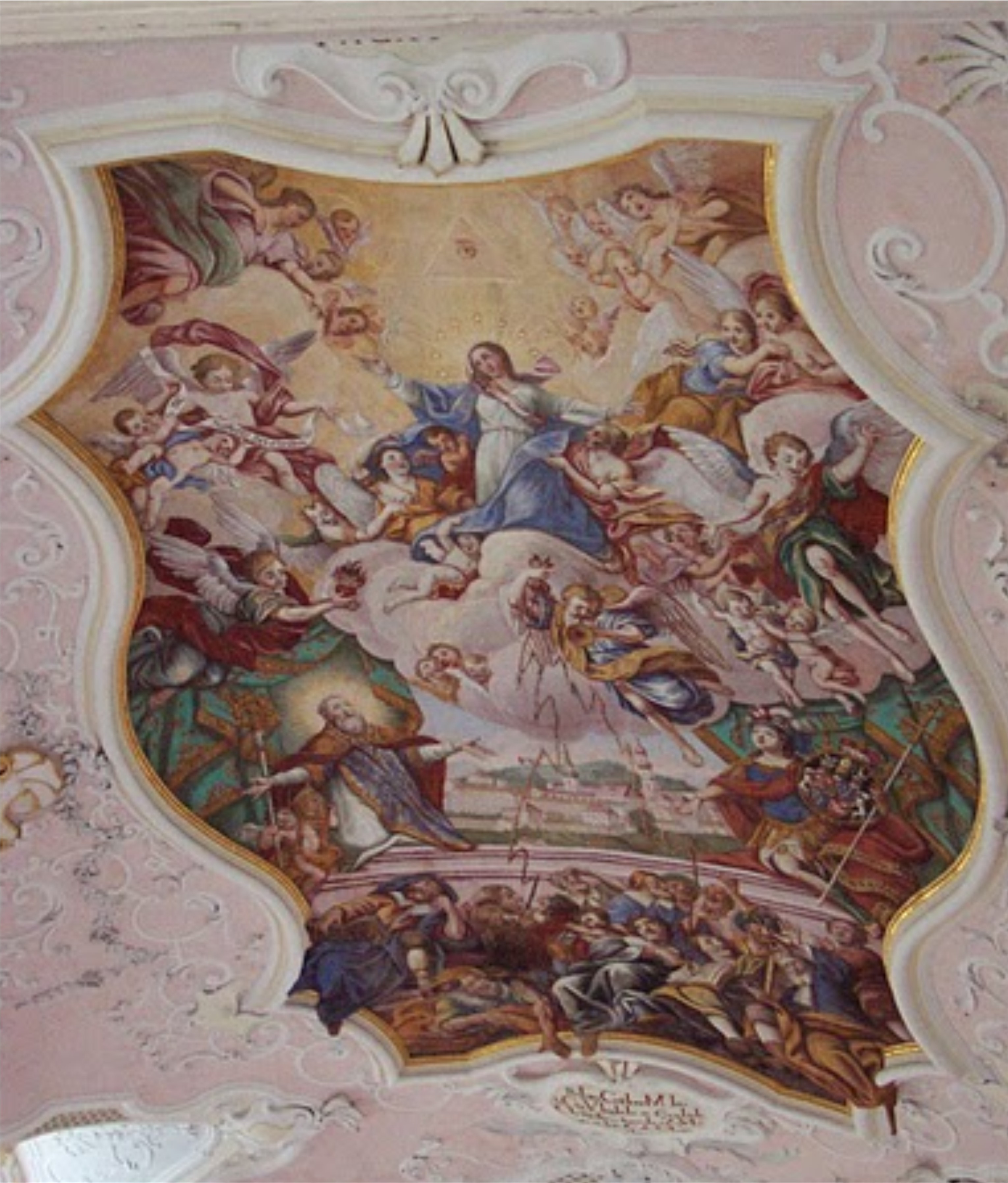
Deckenfresko Maria Kunterweg

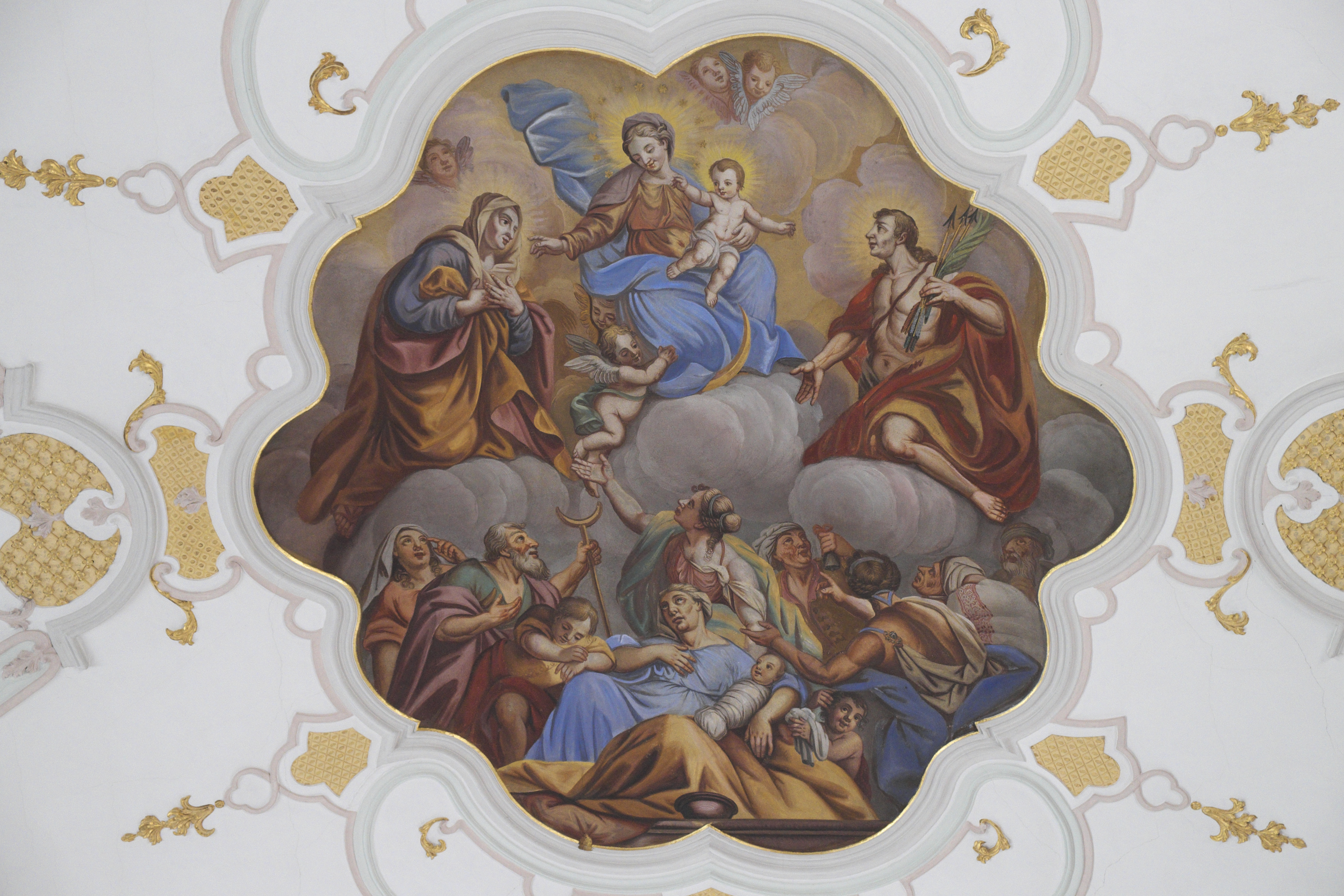
Deckenfresko in der Wallfahrtskirche Zu Unserer Lieben Frau in Großgmain

- 1723: Fresken in der Klosterbibliothek Metten des Klosters Metten
- nach 1724: Deckenfresken der

Wallfahrtskirche in Ettenberg bei Marktschellenberg
- 1727: Kuppelfresko der Gnadenkapelle der Kirche Maria Trens
- 1728–1732: Fresken der Klosterkirche des Klosters Vornbach
- um 1730/35: Deckenfresken des ehemaligen Kongregationssaals im zweiten Stock des heutigen Kurfürst-Maximilian-Gymnasium Burghausen
- 1731: Deckenfresken der Schutzengelkirche in Burghausen
- 1733: Wallfahrtskirche Maria Himmelfahrt (auch bekannt als Maria Kunterweg) bei Ramsau bei Berchtesgaden, Deckenfresko
- 1735: Deckenfresken der Wallfahrtskirche Zu Unserer Lieben Frau in Großgmain im Bundesland Salzburg in Österreich